# شتات باكستاني
شتات باكستاني يشير إلى المواطنين الباكستانيين النازحين إلى بلد آخر، وكذلك الأشخاص من أصل باكستاني. وفقا للحكومة الباكستانية، هناك حوالي 8 ملايين باكستاني يعيشون في الخارج، وغالبيتهم مقيمين في الشرق الأوسط. وتحتل باكستان المرتبة 10 في العالم للتحويلات المرسلة إليها ب13 مليار دولار.

## الشتات

خريطة تبين توزيع شتات باكستان حسب البلد
المجموعات:
> 1,000,000
1,000,000-100,000
10,000-100,000
1,000-10,000
100-1,000
0-100
لا توجد معلومات
موقع باكستان

| > 1,000,000 1,000,000-100,000 10,000-100,000 1,000-10,000 | 100-1,000 0-100 لا توجد معلومات موقع باكستان |  |

## الملحقيات الرعاية المجتمعية
الملحقيات الرعاية المجتمعية تقع في 17 مدينة حول العالم، تهدف لتقديم أفضل الخدمات من خلال تحسين المرافق في المطارات، وخطط مناسبة للسكن والتعليم والصحة أكبر جهد الرعاية لها هو تسهيل إعادة تأهيل العائدين الباكستانيين في الخارج.
تقع حالياً في:
- أبوظبي، الإمارات العربية المتحدة.
- إمارة الشارقة.
- تورونتو، كندا.
- الدوحة، قطر.
- إمارة دبي، الإمارات العربية المتحدة.
- جدة، السعودية.
- كوالالمبور، ماليزيا.
- مدينة الكويت، الكويت.
- لندن، إنجلترا.
- مانشستر، إنجلترا.
- ميلانو، إيطاليا.
- بريشا، إيطاليا.
- مسقط (محافظة)، سلطنة عمان.
- أوسلو، النرويج.
- الرياض، السعودية.
- طرابلس، ليبيا.
- سول، كوريا الجنوبية.
- المنامة، البحرين.

## السكان حسب البلد
السكان الباكستانيين في الخارج، حسب البلد.
| القارة / البلد                      | مقالة                                       | السكان الباكستانيين                                                                                          |
| ----------------------------------- | ------------------------------------------- | --- |
| آسيا                                |                                             | 14,756,301                                                                                                   |
| السعودية                            | الباكستانيون في السعودية                    | 1,814,678 |
| الإمارات العربية المتحدة            | الباكستانيين في الإمارات العربية المتحدة    | 1,400,000 |
| الكويت                              | الباكستانيون في الكويت                      | 150,000 |
| قطر                                 | الباكستانيون في قطر [الإنجليزية]            | 90,000 |
| ماليزيا                             | الباكستانيون في ماليزيا [الإنجليزية]        | 55,851 |
| سلطنة عمان                          | الباكستانيون في عمان [الإنجليزية]           | 85,000 |
| البحرين                             | الباكستانيون في البحرين                     | 80,000 |
| هونغ كونغ                           | الباكستانيون في هونغ كونغ [الإنجليزية]      | 55,000 |
| الصين                               | الباكستانيون في الصين [الإنجليزية]          | 65,000 |
| تركيا                               | الباكستانيون في تركيا                       | 60,000 |
| أفغانستان                           | الباكستانيين في أفغانستان                   | 12,000 |
| إيران                               | الباكستانيون في إيران [الإنجليزية]          | 11,000 |
| كوريا الجنوبية                      | الباكستانيون في كوريا الجنوبية [الإنجليزية] | 10,423 |
| اليابان                             | الباكستانيون في اليابان [الإنجليزية]        | 10,299 |
| الأردن                              | الباكستانيين في الأردن                      | 8,000 |
| تايلاند                             | الباكستانيون في تايلاند [الإنجليزية]        | 25,000 |
| سنغافورة                            | الباكستانيون في سنغافورة [الإنجليزية]       | 3,600 |
| نيبال                               | الباكستانيين في نيبال                       | 2,546 |
| قرغيزستان                           | الباكستانيون في قيرغيزستان [الإنجليزية]     | 1,500 |
| الفلبين                             | الباكستانيون في الفلبين                     | 1,000 |
| إسرائيل                             | الباكستانيون في إسرائيل [الإنجليزية]        | 1,000 |
| بنغلاديش                            | الباكستانيون في بنغلاديش [الإنجليزية]       | 1000 |
| لبنان                               | الباكستانيون في لبنان                       | 1000 |
| اليمن                               | الباكستانيون في اليمن                       | 3000 |
| الهند                               | باكستاني في الهند [الإنجليزية]              | 761 |
| سوريا                               | الباكستانيين في سوريا                       | 600 |
| منغوليا                             | الباكستانيون في منغوليا                     | 525 |
| فيتنام                              | الباكستانيون في فيتنام                      | 515 |
| كازاخستان                           | الباكستانيون في كازاخستان                   | 500 |
| بروناي                              | الباكستانيون في بروناي [الإنجليزية]         | 500 |
| العراق                              | الباكستانيون في العراق                      | 456 |
| ميانمار                             | الباكستانيون في بورما [الإنجليزية]          | 451 |
| إندونيسيا                           | الباكستانيون في إندونيسيا [الإنجليزية]      | 600 |
| سريلانكا                            | الباكستانيون في سري لانكا [الإنجليزية]      | 10000 |
| تركمنستان                           | الباكستانيون في تركمانستان                  | 243 |
| أذربيجان                            | الباكستانيون في أذربيجان                    | 200 |
| المالديف                            | الباكستانيون في جزر المالديف                | 300 |
| أوزبكستان                           | الباكستانيون في أوزبكستان                   | 75 |
| طاجيكستان                           | الباكستانيون في طاجيكستان                   | 30 |
| فلسطين                              | الباكستانيون في فلسطين                      | 26 |
| أوروبا                              |                                             | 3,255,000 |
| المملكة المتحدة                     | الباكستانيون في بريطانيا [الإنجليزية]       | 1,460,000 إنجلترا: 1,360,000 (2010) اسكتلندا: 90,000 (2010) ويلز: 9,000 (2010) أيرلندا الشمالية: 1000 (2010) |
| إيطاليا                             | الباكستانيون في إيطاليا [الإنجليزية]        | 95,000 |
| اليونان                             | الباكستانيون في اليونان                     | 80,000 |
| إسبانيا                             | الباكستانيون في إسبانيا [الإنجليزية]        | 70,000 |
| ألمانيا                             | الباكستانيون في ألمانيا [الإنجليزية]        | 75.000. |
| النرويج                             | الباكستاني النرويجي [الإنجليزية]            | 39,200 |
| الدنمارك                            | الباكستانيون في الدنمارك [الإنجليزية]       | 21,642(est.2012)                                                                                             |
| هولندا                              | الباكستانيون في هولندا [الإنجليزية]         | 19,408(est.2012)                                                                                             |
| بلجيكا                              | العلاقات بلجيكا وباكستان                    | 14,500 |
| أيرلندا                             | الباكستانيون في أيرلندا [الإنجليزية]        | 22,000 |
| فرنسا                               | الباكستانيين في فرنسا [الإنجليزية]          | 21,000 |
| السويد                              | السويدية الباكستانية                        | 5,250 |
| البرتغال                            | الباكستانيون في البرتغال                    | 5,000 |
| النمسا                              | الباكستانيون في النمسا                      | 3,500 |
| سويسرا                              | الباكستانيون في سويسرا [الإنجليزية]         | 2,415 |
| أوكرانيا                            | الباكستانيون في أوكرانيا [الإنجليزية]       | 1,612 |
| روسيا                               | الباكستانيون في روسيا [الإنجليزية]          | 1,500 |
| قبرص                                | الباكستانيون في قبرص                        | 1,100 |
| رومانيا                             | الباكستانيون في رومانيا                     | 710 |
| فنلندا                              | الباكستانيون في فنلندا                      | 525 |
| البوسنة والهرسك                     | الباكستانيون في البوسنة والهرسك             | 416 |
| بولندا                              | الباكستانيون في بولندا                      | 180 |
| إستونيا                             | استونيا الباكستانية                         | 150 |
| لاتفيا                              | لاتفيا الباكستانية                          | 150 |
| ليتوانيا                            | ليتوانيا الباكستاني                         | 150 |
| روسيا البيضاء                       | روسيا البيضاء الباكستانية                   | 150 |
| ألبانيا                             | الباكستانيون في ألبانيا                     | 100 |
| المجر                               | الباكستانيون في المجر                       | 145 |
| جمهورية التشيك                      | الباكستانيين في جمهورية التشيك              | 35 |
| سلوفاكيا                            | الباكستانيون في سلوفاكيا                    | 30 |
| سلوفينيا                            | الباكستانيون في سلوفينيا                    | 29 |
| آيسلندا                             | الباكستانيون في أيسلندا                     | 65 |
| بلغاريا                             | الباكستانيون في بلغاريا                     | 27 |
| مولدوفا                             | الباكستانيون في مولدوفا                     | 26 |
| صربيا                               | الباكستانيون في صربيا                       | 25 |
| كرواتيا                             | الباكستانيون في كرواتيا                     | 24 |
| كوسوفو                              | الباكستانيون في كوسوفو                      | 14 |
| جمهورية مقدونيا                     | الباكستانيون في مقدونيا                     | 14 |
| أخرى                                |                                             | 1620 |
| أمريكتان                            |                                             | 2,587,720 |
| الولايات المتحدة                    | الأمريكية الباكستانية [الإنجليزية]          | 100,800 |
| كندا                                | الكندي الباكستاني [الإنجليزية]              | 155,310 |
| كوبا                                | الباكستانيين في منطقة البحر الكاريبي        | 10,000 |
| البيرو                              | الباكستانيون في بيرو                        | 750 |
| تشيلي                               | الباكستانيون في شيلي                        | 800 |
| البرازيل                            | الباكستانيون في البرازيل                    | 680 |
| المكسيك                             | الباكستانيون في المكسيك                     | 250 |
| بوليفيا                             | الباكستانيون في بوليفيا                     | 50 |
| الأرجنتين                           | الباكستانيون في الأرجنتين                   | 55 |
| الباراغواي                          | الباكستانيون في باراغواي                    | 12 |
| كولومبيا                            | الباكستانيون في كولومبيا                    | 10 |
| سورينام                             | الباكستانيون في سورينام                     | 3 |
| أفريقيا                             |                                             | 88,821 |
| جنوب أفريقيا                        | الباكستانيين في جنوب أفريقيا [الإنجليزية]   | 40,800 |
| الصومال                             | الباكستانيون في الصومال [الإنجليزية]        | <9,200 |
| ليبيا                               | الباكستانيون في ليبيا [الإنجليزية]          | 30,000 |
| زامبيا                              | الباكستانيون في زامبيا [الإنجليزية]         | 8,000 |
| السودان                             | الباكستانيون في السودان                     | 3000 |
| كينيا                               | الباكستانيون في كينيا                       | 2,862 |
| تنزانيا                             | الباكستانيون في تنزانيا                     | 1,200 |
| مصر                                 | الباكستانيون في مصر                         | 1000 (2011)                                                                                                  |
| زيمبابوي                            | الباكستانيون في زيمبابوي                    | 800 |
| نيجيريا                             | الباكستانيون في نيجيريا                     | 792 |
| بوتسوانا                            | الباكستانيون في بوتسوانا                    | 160 |
| غانا                                | الباكستانيون في غانا                        | 152 |
| النيجر                              | الباكستانيون في النيجر                      | 62 |
| موريشيوس                            | الباكستانيون في موريشيوس                    | 65 |
| المغرب                              | الباكستانيون في المغرب                      | 38 |
| الجزائر                             | الباكستانيون في الجزائر                     | 34 |
| جيبوتي                              | الباكستانيون في جيبوتي                      | 30 |
| السنغال                             | الباكستانيون في السنغال                     | 26 |
| جزر القمر                           | الباكستانيون في جزر القمر                   | 11 |
| مدغشقر                              | الباكستانيون في مدغشقر                      | 11 |
| سيشل                                | الباكستانيون في سيشيل                       | 5 |
| أخرى                                |                                             | 773 |
| أوقيانوسيا                          |                                             | 74,277 |
| أستراليا                            | الاسترالي الباكستانية [الإنجليزية]          | 65,277 |
| نيوزيلندا                           | الباكستانية النيوزيلاندي [الإنجليزية]       | 9,000 |
| مجموع السكان الباكستانيين في الخارج |                                             | 8,803,226 |